# Happy That You Found Me
Happy That You Found Me är en låt framförd av Danny Saucedo i Melodifestivalen 2024, skriven av John Martin, Kristoffer Fogelmark och Michel Zitron.
Bidraget som deltog i den fjärde deltävlingen gick vidare direkt till final.